# 스튜어트 밀리건
스튜어트 밀리건(Stuart Milligan, 1953년 9월 10일 ~ )은 미국의 배우, 텔레비전 배우이다.
보스턴에서 태어났다.

## 방송
- 에셋츠